# 南苑街道 (乌苏市)
南苑街道，是中华人民共和国新疆维吾尔自治区塔城地区乌苏市下辖的一个乡镇级行政单位。

## 行政区划
南苑街道下辖以下地区：
振兴路社区、塔城路社区、南戈壁社区、朝阳路社区、军民路社区和长征路社区。